# Dorfkirche Lausnitz

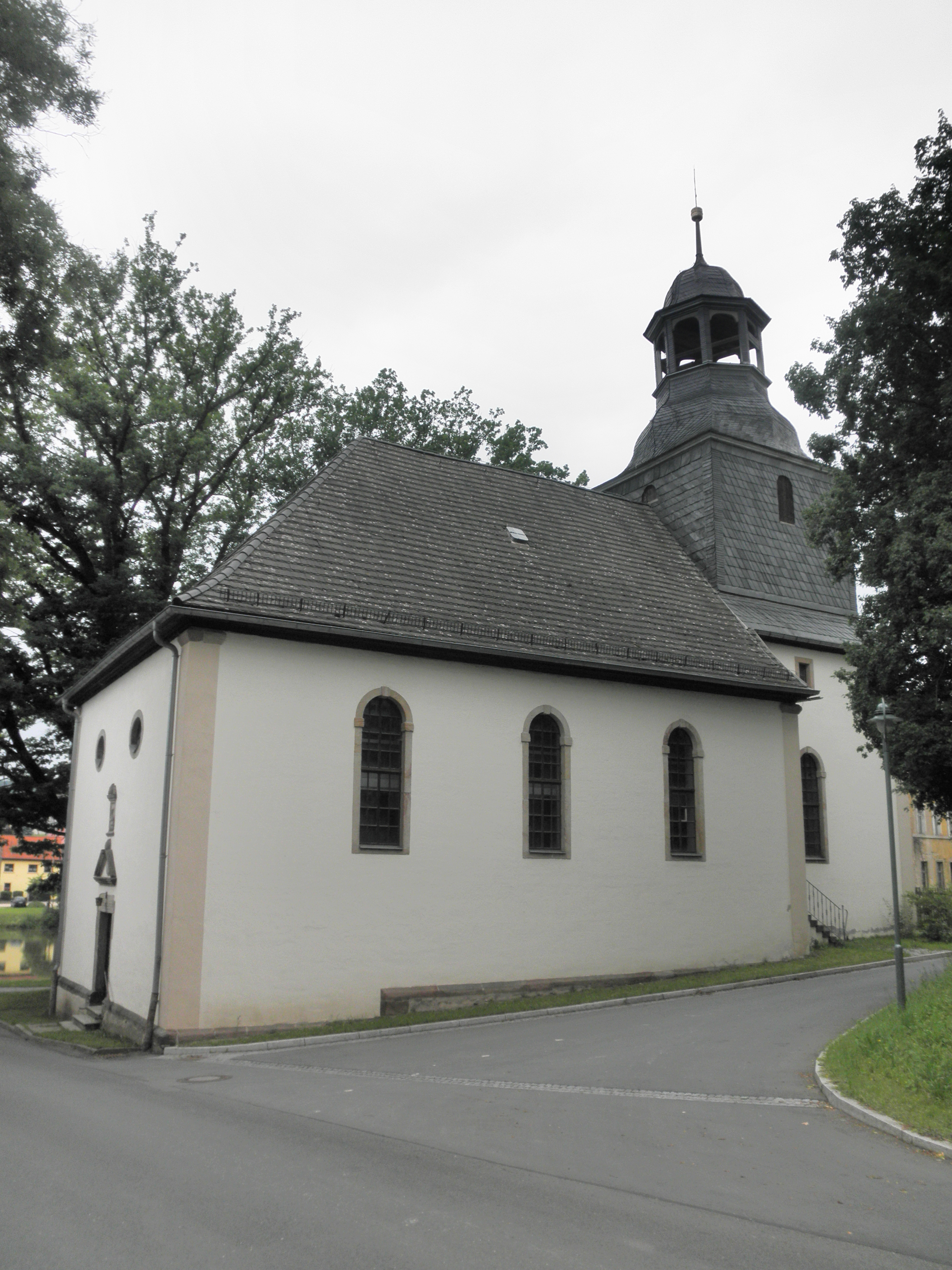
Die Kirche

Die Dorfkirche Lausnitz steht in der Gemeinde Lausnitz bei Neustadt an der Orla der Verwaltungsgemeinschaft Oppurg im Saale-Orla-Kreis in Thüringen.

## Geschichte
1725 erfolgte der Bau der mit großen Fenstern versehenen barocken Kirche anstelle einer Holzkapelle. Der Chorraum besitzt ein großes Oberlicht.
Im für drei Glocken vorgesehenen Glockenstuhl im Turm ist eine Stahlglocke aufgehängt. 
Der alte Kanzelaltar zerbrach bei einem Transportversuch. Jetzt ist der Triumphbogen zugemauert; an der Ostwand steht der Altartisch und darüber ein großes Relief mit Motiven der biblischen Geschichte. 
Zwei Emporen und die stuckverzierte Decke schmücken neben der Taufe und geschnitzten Figuren den Raum. Die einmanualige Orgel von Johann Georg Fincke kam 1748 hinzu.